# Dasypogon reinhardi
Dasypogon reinhardi är en tvåvingeart som beskrevs av Christian Rudolph Wilhelm Wiedemann 1824. Dasypogon reinhardi ingår i släktet Dasypogon och familjen rovflugor. Inga underarter finns listade i Catalogue of Life.